# Remolinos
Remolinos è un comune spagnolo di 1 228 abitanti situato nella comunità autonoma dell'Aragona.